# Prix Yves-Rocard
Pour les articles homonymes, voir Yves Rocard.
Le Prix Yves Rocard est une distinction remise par la Société française de physique depuis 1992. Remis en hommage à Yves Rocard, il « récompense un chercheur, un ingénieur, un technicien, une équipe ou une entreprise (groupe industriel ou PME) ayant effectué un transfert de technologie, ou éventuellement un “couple” inventeur-entreprise à la base d’une innovation. »

## Lauréats
- 1992 : Bernard Drevillon et Ramdane Benferhat
- 1993 : F. Favre, D. Le Guen, L. Disdier Et D. Gatti
- 1994 : Janick Simeray
- 1995 : Jean Aubert et Christian Schwebel
- 1996 : Isabelle Ledoux, Joseph Zyss, François Kajzar et Marc Bucchia
- 1997 : Geneviève Berger et Pascal Laugier
- 1998 : François Balembois, Alain Brun, Franck Falcoz et Patrick Georges
- 1999 : Jean-Marie Dubois et l'équipe de la société Sitram
- 2000 : Alain Menand, Didier Blavette, Gérald Da Costa, Bernard Deconihout
- 2001 : Bernard Hosten et Didier Roziere
- 2002 :
  - Michel Dabas
  - Alain Menelle (Laboratoire CEA-CNRS Léon Brillouin) et la société CILAS pour le développement et l'industrialisation de guides de neutrons avec revêtement super-miroir
- 2003 : Pierre Gibart, Jean-Pierre Faurie et Bernard Beaumont
- 2004 : Jean-Louis Robert, Sylvie Contreras, Farah Kobbi et Vincent Mosser
- 2005 : Dominique Breton, Eric Delagnes et Francisque Pion
- 2006 : Bruno Berge
- 2007 : Jacques Gierak (ingénieur de recherche au CNRS, Laboratoire de photonique et de nanostructures, LPN Marcoussis) et Ralph Jede (directeur général de la société RAITH GmbH, Dortmund) pour l’invention et le codéveloppement exemplaire jusqu’à sa commercialisation en 2006, d’un outil de structuration à faisceaux d’ions ultra-haute performance « NanoFIB ».
- 2008 : Sabrina Velghe, Nicolas Guérineau, Benoit Wattellier, Jean-Christophe Chanteloup et Jérôme Primot
- 2009 :
- 2010 :
- 2011 : Mathias Fink, Mickaël Tanter (Institut Langevin, ESPCI ParisTech), Jacques Souquet et Jérémy Bercoff (SuperSonic Imagine) pour leur invention et le développement technologique de l’imagerie d’élasticité[2].
- 2012 : Philippe Marty, Patricia De Rango, Daniel Fruchart et Salvatore Miraglia
- 2013 : -
- 2014 : Olivier Schneegans , Frédéric Houzé , Pascal Chrétien et Didier Pellerin.
- 2015 : Pierre Delpierre, Bernard Dinkespiler et Christian Morel pour leurs travaux sur les détecteurs de rayons X à comptage de photons avec sélection d’énergie[3].
- 2016 : Fabien Capon de l'Institut Jean Lamour (CNRS - Université de Lorraine) et David Mercs de l'entreprise Viessmann Faulquemont SAS pour la conception et la mise en œuvre d’une nouvelle génération de capteurs pour les panneaux solaires thermiques.
- 2023 : Vincent Bouchiat (Institut Néel) et Behnaz Djoharian (Grapheal) pour la mise en œuvre d'un capteur graphène monocouche sur un film polymère transparent et biocompatible.
- 2024 : Arnaud Dubois (Institut d’Optique, CNRS, Université Paris-Saclay), Anaïs Barut et David Siret (Damae Medical) pour la mise en œuvre de la technique LC-OCT (Line-field confocal optical coherence tomography).
- 2025 : Antoine Browaeys (Institut d’Optique, CNRS, Université Paris-Saclay), Christophe Jurczak (Quantonation), Thierry Lahaye (Institut d’Optique, CNRS, Université Paris-Saclay) et Georges-Olivier Reymond (Pasqal) pour la mise en œuvre de la simulation quantique avec des atomes ultra-froids contrôlés individuellement.